# Lion's Cup 1985
Il Lion's Cup 1985 è stato un torneo di tennis giocato sul sintetico indoor. È stata l'8ª edizione del torneo, che fa parte del Virginia Slims World Championship Series 1985. Si è giocato a Tokyo in Giappone, dall'11 al 17 novembre 1985.

## Campionesse

### Singolare
Chris Evert ha battuto in finale  Manuela Maleeva con il punteggio di 7–5, 6–0

### Doppio
- Doppio non disputato